# Proterospastis zebra
Proterospastis zebra är en fjärilsart som beskrevs av Walsingham 1891. Proterospastis zebra ingår i släktet Proterospastis och familjen äkta malar. Inga underarter finns listade i Catalogue of Life.